# 1652년
1652년은 월요일로 시작하는 윤년이다.

## 연호
- 남명(南明) 영력(永曆) 6년
- 청(淸) 순치(順治) 9년
- 일본(日本) 게이안(慶安) 5년 / 조오(承応) 원년
- 후 레 왕조(後黎朝) 카인득(慶德) 4년
- 막 왕조(莫朝) 투언득(順德) 15년

## 기년
- 남명(南明) 소종 영력제(昭宗 永曆帝) 6년 / 감국 노왕(監國魯王) 7년
- 류큐(琉球) 쇼시쓰왕(尚質王) 5년
- 청(淸) 세조 순치제(世祖 順治帝) 9년
- 조선(朝鮮) 효종(孝宗) 3년
- 후 레 왕조(後黎朝) 신종(神宗) 복위 4년

## 탄생
- 2월 14일 - 스페인 왕위계승전쟁의 프랑스 군인 카미유 도스튄 드 탈라르 공작. (~1728년)
- 4월 7일 - 제246대 로마의 교황 교황 클레멘스 12세. (~1740년)
- 4월 21일 - 프랑스의 수학자 미셸 롤. (~1719년)
- 11월 4일 - 잉글랜드의 국왕이자 네덜란드 오렌지 공작 윌리엄 3세. (~1702년)

### 미상
- 조선 중기의 왕족으로 덕흥대원군의 증손이며, 진양군의 4남 흥평부수. (~1714년)

## 사망
- 1월 24일 - 조선 인조의 후궁 귀인 조씨. (?~)
- 1월 27일 - 조선 중기의 문신 김자점. (1588년~)